# لیا
لیا، روستایی از توابع بخش دشتابی شهرستان بوئین‌زهرا در استان قزوین ایران است.

## تاریخ

### لیا در کتاب فرهنگ جغرافیایی ایران

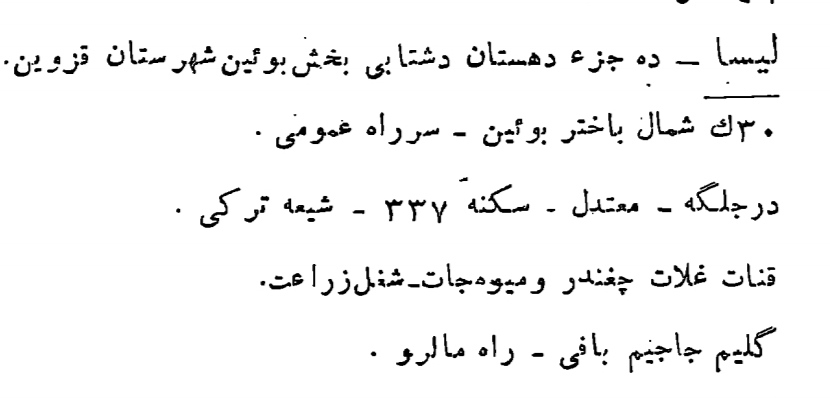
توصیف روستای لیا در کتاب فرهنگ جغرافیایی ایران

ده جزء دهستان دشتابی بخش بوئین شهرستان قزوین، ۳۰ کیلومتری شمال باختر بوئین - سر راه عمومی.
در جلگه - معتدل، سکنه ۳۳۷، شیعه، تُرکی.
قنات، غلات، چغندر و میوه جات، شغل زراعت.
گلیم، جاجیم بافی، راه مالرو.

## جمعیت
این روستا در دهستان دشتابی شرقی قرار دارد و براساس سرشماری مرکز آمار ایران در سال ۱۳۸۵، جمعیت آن ۱٬۰۸۷ نفر (۲۶۶خانوار) بوده‌است.